# Papiernia (stacja kolejowa)
Papiernia – stacja kolejowa w Suwałkach, w części miasta o nazwie Papiernia, w województwie podlaskim, w Polsce.
Ze stacji wychodził niegdyś tor łączący nr 929 (6,752 km), biegnący do nieczynnej stacji towarowej Krzywólka na północ od miasta.